# Friedrich Romig
Friedrich Romig (* 21. September 1926 in Göstling an der Ybbs) ist ein österreichischer Ökonom und christlich-konservativer Publizist.

## Biographie
Romig studierte an der Hochschule für Welthandel in Wien. Er promovierte 1950 über „Die Konjunkturforschung als Grundlage der Konjunkturpolitik“ und habilitierte sich 1965 bei dem Spann-Schüler Walter Heinrich. Er sieht sich deshalb auch als Enkelschüler Othmar Spanns. Für seine Habilitationsschrift wurde er 1966 mit dem Kardinal-Innitzer-Preis ausgezeichnet. Er lehrte als Dozent bzw. Gastdozent 1967 an der Hochschule für Welthandel, 1967/68 an der RWTH Aachen und 1969/70 an der Universität Graz. 1969 bis 1986 arbeitete er im Hauptberuf als Planungsdirektor des österreichischen Öl- und Chemiekonzerns OMV. Hier förderte er nachhaltig Wolfgang Ruttenstorfer, dessen Doktorarbeit er 1976 auch betreut hatte.
Als grundsätzlicher Gegner der EU fungierte Romig zwischen 1992 und 1994 während der Debatten um den EU-Beitritt Österreichs als Europabeauftragter der Diözese St. Pölten und ihres Ortsbischofs Kurt Krenn und war außerdem Mitglied der Europakommission der katholischen Österreichischen Bischofskonferenz.

## Publikationstätigkeit
Romig arbeitete am von Caspar von Schrenck-Notzing herausgegebenen Lexikon des Konservatismus mit und publiziert regelmäßig in einer Reihe rechtsextremer und neurechter Zeitschriften wie Die Aula, Junge Freiheit, Zur Zeit, Die weiße Rose und Criticón bzw. in einschlägigen Verlagen wie dem Leopold Stocker Verlag und dem Regin-Verlag. Ferner war er als Autor für das rechtsextreme Blog kreuz.net, das am 2. Dezember 2012 geschlossen wurde, tätig. Mit seinen Auftritten auf diversen Veranstaltungen der FPÖ und Mitarbeit an von dem FPÖ-Europaabgeordneten Andreas Mölzer herausgegebenen Zeitschriften gilt er als Bindeglied zwischen der FPÖ und ultrakonservativen Katholiken in Österreich.
Romig vertritt einen Ansatz, der sich um die Verknüpfung von Naturrecht, platonischer Staatstheorie, der Ganzheitslehre Spanns und katholischer Soziallehre bemüht. Eine Trennung von Gesellschaft und Gemeinschaft, wie sie in der Soziologie auf Ferdinand Tönnies zurückgeht, lehnt er ab und befürwortet stattdessen die „Durchdringung“ aller Bereiche gesellschaftlichen Lebens im katholischen Sinne einer Evangelisierung. Romig plädierte in der rechtskonservativen Zeitschrift Criticón für eine Neubestimmung des Konservatismus im Lichte der katholischen Soziallehre, deren aktuelle Ausprägung er allerdings kritisiert. Er positioniert sich als Gegner der Marktwirtschaft, der Aufklärung, der Trennung von Kirche und Staat und der Wertvorstellungen des demokratischen Verfassungsstaats.
Romig wird außerdem ein „transformierter Antisemitismus“ attestiert, der sich aus Versatzstücken eines linken Antiimperialismus und rechten Antisemitismus zusammensetzt und sich nicht nur gegen die israelische Politik und den Staat Israel richtet, sondern ein „Weltjudentum“ behauptet, das die gesamte US-Politik im Nahen Osten bestimme. Unter Berufung auf Léon Bloy, dessen antijudaistische Thesen aus dem Buch Le Salut par les Juifs (1892) er zustimmend kolportiert, bekräftigt Romig den Vorwurf des Gottesmords an die Adresse des jüdischen Volkes und hält den Tod Jesus von Nazarets für einen „Mord, den Juden bis heute nicht bereuen und jederzeit wiederholen würden.“ Zudem sprach Romig von einer „Judaisierung“ und „Zionisierung der Welt“. Aufklärung und Juden identifizierte er in seiner Schrift Der Sinn der Geschichte (2011) mit dem „Antichrist“; sie repräsentierten den liberalen Kapitalismus, zu dessen Eigenarten er „rationales, rechenhaftes Denken, Hochschätzung des Gelderwerbs, Spekulation, Heimatlosigkeit des Kapitals“ zählt. Wiederholt verglich Romig Abtreibungen mit dem Holocaust mit dem Tenor, Ersteren fielen sehr viel mehr Unschuldige legal zum Opfer.
Manfred Gerstenfeld beurteilt Romig als „Bindeglied zwischen katholischen Fundamentalisten und rechtsextremistischen Kreisen“.

## Auseinandersetzungen mit dem DÖW
Besondere Aufmerksamkeit erregte Romig durch seine wiederholten Auseinandersetzungen mit dem Dokumentationsarchiv des österreichischen Widerstandes (DÖW). Unter dem Titel „Die letzte Stalinorgel“ veröffentlichte er in der rechtsextremen Zeitschrift Die Aula einen Artikel zum DÖW, in welchem er unter anderem schrieb, es handele sich bei dem DÖW um eine „kommunistische Tarnorganisation“. Der damalige wissenschaftliche Leiter des DÖW, Wolfgang Neugebauer, den Romig als „Denunziant“ bezeichnet hatte, verklagte ihn daraufhin wegen übler Nachrede. Romig wurde teilweise schuldig gesprochen und rechtskräftig zu einer bedingten Geldstrafe verurteilt. Andere polemische und ehrenrührige Passagen von Romigs Artikel ließen die mit der Sache befassten Gerichte, zuletzt das OLG Wien 1998 als Berufungsinstanz, als durch die Meinungsfreiheit gedeckte Werturteile straflos; diese wurden in rechtsextremen Periodika und von Abgeordneten der FPÖ immer wieder aufgegriffen und als quasi per Gerichtsurteil beglaubigte Tatsachen ausgegeben. So richteten FPÖ-Abgeordnete um Ewald Stadler seit Mitte Juli 1998 mehrere parlamentarische Anfragen an die Bundesminister für Unterricht, Inneres, Justiz und Finanzen betreffend die staatliche Unterstützung des DÖW.
Nachdem Romig unter dem Titel „Sie lügen fleißig weiter!“ in der Wochenzeitung Zur Zeit 2007 seine Angriffe gegen das DÖW als „Lügentempel“, der seit Jahrzehnten eine „Geschichtslüge“ vertrete, erneuert hatte, reichte das DÖW wieder Klage ein. Romig und die W3-Verlagsgesellschaft als Medieninhaberin wurden am 3. August 2009 vom Handelsgericht Wien zur Unterlassung und zum öffentlichen Widerruf verurteilt. Die Berufung wurde am 30. November 2009 vom Oberlandesgericht Wien verworfen.

## Ehrungen
- 1975: Goldenes Ehrenzeichen für Verdienste um die Republik Österreich[16]

## Veröffentlichungen
- Wirtschaft der Mitte. Eine Einführung in die „Wirtschaftspolitik“ von Walter Heinrich. Stifterbibliothek, Salzburg 1955.
- Theorie der wirtschaftlichen Zusammenarbeit. Duncker & Humblot, Berlin 1966.
- Die ideologischen Elemente in der neoklassischen Theorie. Eine kritische Auseinandersetzung mit Paul A. Samuelson. Duncker & Humblot, Berlin 1971.
- Um das Reich Gottes. Vier Traktate über den Konservativismus. In: Die weiße Rose. Zeitschrift gegen den Zeitgeist 1/6. (1988/1993).
- „Omnia instaurare in Christo“ Ganzheitliche Aspekte des katholischen Sozialverständnisses. In: Erwin Schadel (Hrsg.): Ganzheitliches Denken. Festschrift für Arnulf Rieber zum 60. Geburtstag. Lang, Frankfurt 1996, S. 409ff.
- Gemeinwohlgerechtigkeit – Illusion oder Realität? In: Rudolf Weiler u. Akira Mizunami (Hrsg.): Gerechtigkeit in der sozialen Ordnung. Die Tugend der Gerechtigkeit im Zeitalter der Globalisierung. Duncker & Humblot, Berlin 1999, S. 35ff.
- Die Rechte der Nation. Leopold Stocker Verlag, Graz 2002
- 1848–2008. Der lange Weg in die Knechtschaft. In: Andreas Mölzer (Hrsg.): Freiheit schreibt auf Eure Fahnen! 1848–2008. Das Dritte Lager: Erbe und Auftrag. W3-Verlag, Wien 2008, S. 67ff.
- Der Sinn der Geschichte, Regin, Preetz 2011 (Vorwort von Ernst Nolte)
- ESM – Verfassungsputsch in Europa, Edition Antaios, 2012
- Political Correctness – Der Weg ins politische und geistige Chaos. Lühe-Verlag, Süderbrarup 2015
- Wider die feige Toleranz: Iwan Iljin: Über den gewaltsamen Widerstand gegen das Böse. In: Neue Ordnung IV/2018, S. 52–54